# Stary Lubotyń (gmina)
Pour les articles homonymes, voir Stary Lubotyń.
Stary Lubotyń est une gmina rurale (gmina wiejska) de la powiat d'Ostrów Mazowiecka, dans la Voïvodie de Mazovie, dans le centre-est de la Pologne.
Son siège administratif (chef-lieu) est le village de Stary Lubotyń, bien qu'elle ne fasse pas partie du territoire de la gmina et qui se situe environ 94 kilomètres au nord-est de Varsovie (capitale de la Pologne).
La gmina couvre une superficie de 109,16 km2 pour une population de 3 984 habitants en 2006.

## Histoire
De 1975 à 1998, la gmina est attachée administrativement à la Powiat d'Ostrów dans la voïvodie d'Ostrołęka.

Depuis 1999, elle fait partie de la voïvodie de Mazovie.

## Géographie
La gmina inclut les villages et localités de :

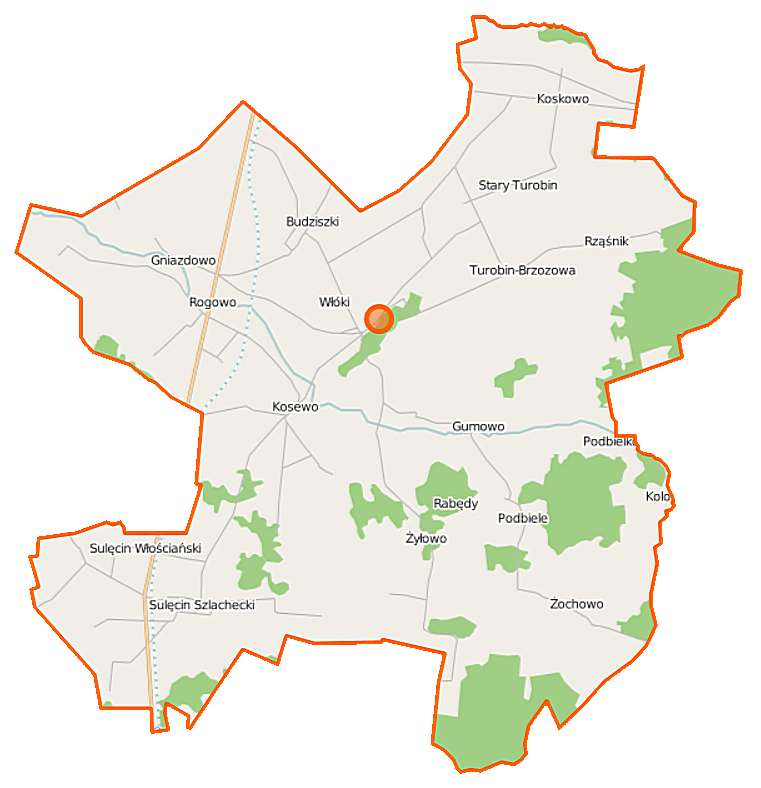
Plan de la gmina

- Budziszki,
- Chmielewo
- Gawki
- Gniazdowo
- Grądziki
- Gumowo
- Klimonty
- Kosewo
- Koskowo
- Lubotyń-Kolonia
- Lubotyń-Morgi
- Lubotyń-Włóki
- Podbiele
- Podbielko
- Rabędy
- Rogówek
- Rogowo-Folwark
- Rząśnik
- Stare Rogowo
- Stary Lubotyń
- Stary Turobin
- Sulęcin Szlachecki
- Sulęcin Włościański
- Świerże
- Turobin-Brzozowa
- Żochowo
- Żyłowo

### Gminy voisines
La gmina de Stary Lubotyń est voisine des gminy suivantes :
- Czerwin
- Ostrów Mazowiecka
- Śniadowo
- Szumowo

## Structure du terrain
D'après les données de 2002, la superficie de la commune de Stary Lubotyń est de 109,16 km2, répartis comme tel :
- terres agricoles : 80%
- forêts : 16%

La commune représente 8,91% de la superficie du powiat.

## Démographie
Données du 30 juin 2004 :
| Description        | Total  | Total | Femmes | Femmes | Hommes | Hommes |
| ------------------ | ------ | ----- | ------ | ------ | ------ | ------ |
| Unité              | Nombre | %     | Nombre | %      | Nombre | %      |
| Population         | 4 037  | 100   | 2 008  | 49,7   | 2 029  | 50,3   |
| Densité (hab./km²) | 37     | 37    | 18,4   | 18,4   | 18,6   | 18,6   |